# Харрис, Вуд
Шервин Дэвид «Вуд» Харрис (англ. Sherwin David "Wood" Harris; род. 17 октября 1969) — американский актёр.

## Биография
Шервин Дэвид Гаррис родился в Чикаго, штат Иллинойс, в семье домохозяйки и водителя автобуса. Получил степень бакалавр искусств в Университете северного Иллинойса и магистра искусств в Нью-Йоркском университете. Вуд является младшим братом актёра Стива Харриса.
На киноэкранах дебютировал в 1994 году в баскетбольной драме «Над кольцом». Снялся в трёх сезонах сериала «Прослушка» на телеканале HBO в роли наркодилера Эйвона Барксдейла. В 2012 году Вуд Харрис сыграл одну из ключевых ролей в фильме «Судья Дредд» — наркоторговца Кея в постапокалиптическом мире города Мега-сити-1. В 2017 году исполнил одну из главных ролей в сериале «Разрывы».
В 2022 году снялся в роли Спенсера Хейвуда в сериале «Время побеждать: Расцвет династии Лейкерс», за которую получил Black Reel Awards for Television. Роль также высоко оценил сам Хейвуд.